# Veraschen
Unter Veraschen versteht man das gezielte Zerstören mehrheitlich organischer Substanzen durch Erhitzen unter Sauerstoffeinfluss zur Bestimmung des Gehalts anorganischer (mineralischer) Anteile. Dazu wird die Substanz in einem Tiegel erhitzt, bis die organischen Verbindungen verbrannt sind und nur Asche zurückbleibt. Der Gewichtsverlust, der sogenannte Glühverlust, entspricht dann dem organischen Anteil der Substanz, die verbleibende Asche, der Glührückstand, dem anorganischen Anteil.

## Experimentelles Vorgehen

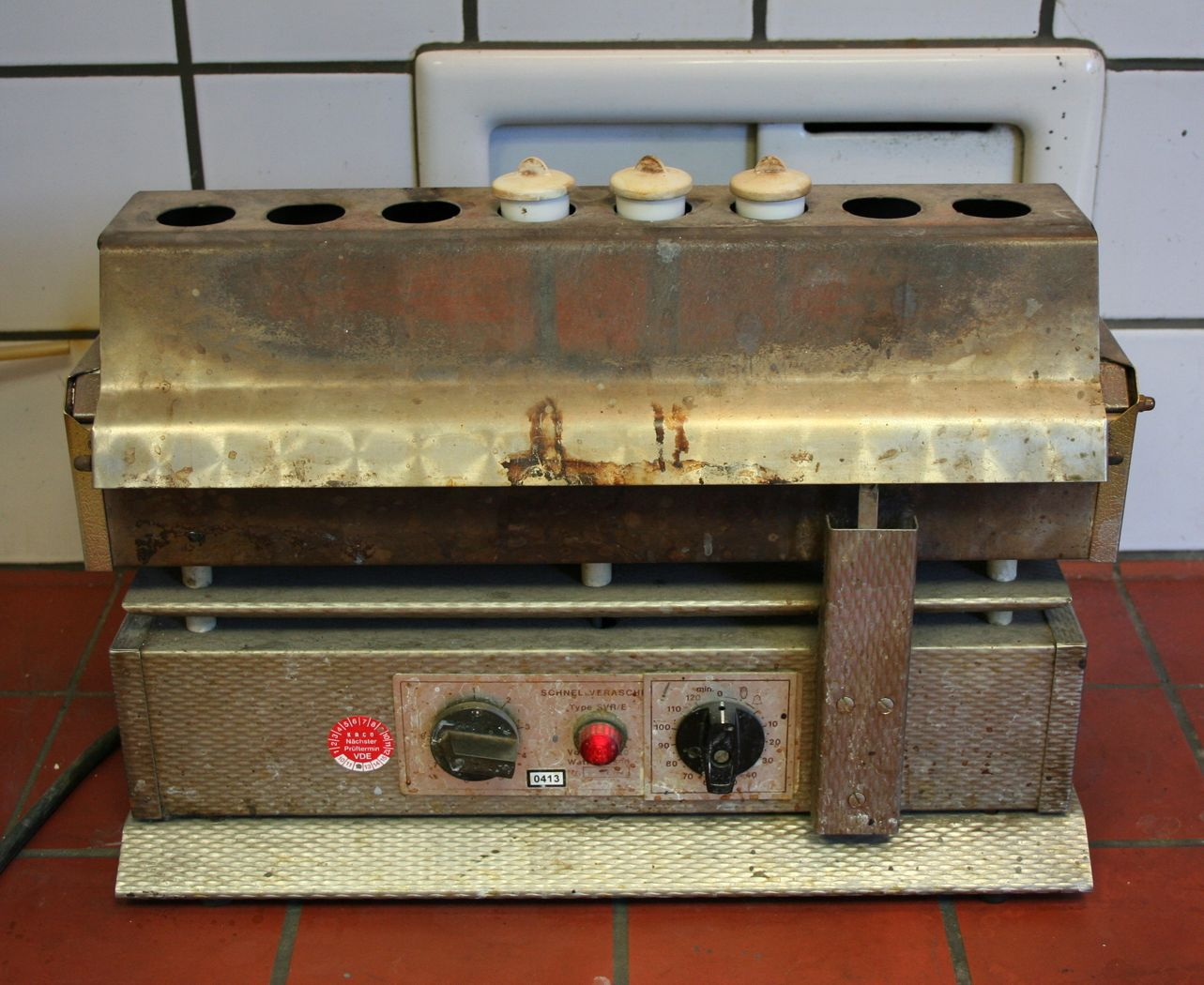
Elektrischer Schnellverascher im Labor

Die notwendige Menge an Probematerial richtet sich nach dem erwarteten anorganischen Anteil, damit genügend verbleibende Asche entsteht, um diese genau wiegen zu können. Bei hohen anorganischen Anteilen (z. B. 10 Gew.%) sind schon relativ geringe Mengen ausreichend (z. B. 2 g), bei geringen Anteilen (z. B. 0,01 Gew.%) werden hingegen sehr große Einwaagen benötigt (z. B. 200 g).
Für den Test werden Tiegel aus Quarzglas, Porzellan oder Platin verwendet. Diese müssen zuvor im Muffelofen auf die Prüftemperatur erhitzt werden, bis Massekonstanz erreicht ist, um organische Rückstände sowie Feuchtigkeit zu entfernen. Anschließend werden die Tiegel im Exsikkator auf Raumtemperatur abgekühlt und genau abgewogen.
Das zu untersuchende Material wird getrocknet und anschließend genau in den Tiegel eingewogen. Der Tiegel wird über offener Flamme erhitzt und das Material dadurch langsam verbrannt (Vorveraschung). Es muss dabei besonders darauf geachtet werden, dass kein Material verloren geht.
Sobald die Probe vollständig verbrannt ist, wird der Tiegel im Muffelofen weiter auf eine vorgegebene Temperatur erhitzt (zwischen 500 und 1000 °C), damit das restliche noch nicht verbrannte organische Material verglüht. Danach wird der Tiegel wiederum im Exsikkator auf Raumtemperatur abgekühlt und anschließend gewogen.
Danach wird der Tiegel wieder in den Muffelofen gestellt und geglüht. Dieser Vorgang wird so oft wiederholt, bis zwei aufeinanderfolgende Wägungen nicht mehr zu unterschiedlichen Ergebnissen führen. Statt eines Muffelofens kann auch ein Schnellverascher verwendet werden.
Aus der Masse der getrockneten Ausgangsprobe m0 und der Masse der verbleibenden Asche m1 wird der anorganische Anteil – der Glührückstand – in Masseprozent berechnet als m1/m0. Unter Glühverlust (in %) wird nach DIN 18128 (2002) der Anteil an organischer Substanz einer Probe definiert. Durch die Veraschung erfolgt die Entfernung des organischen Anteils in der Probe, dabei wird der enthaltene Kohlenstoff oxidiert und entweicht als Kohlendioxid. Somit weist ein hoher Glühverlust auf einen hohen Anteil an organischer Substanz in der Probe hin.

## Anwendung

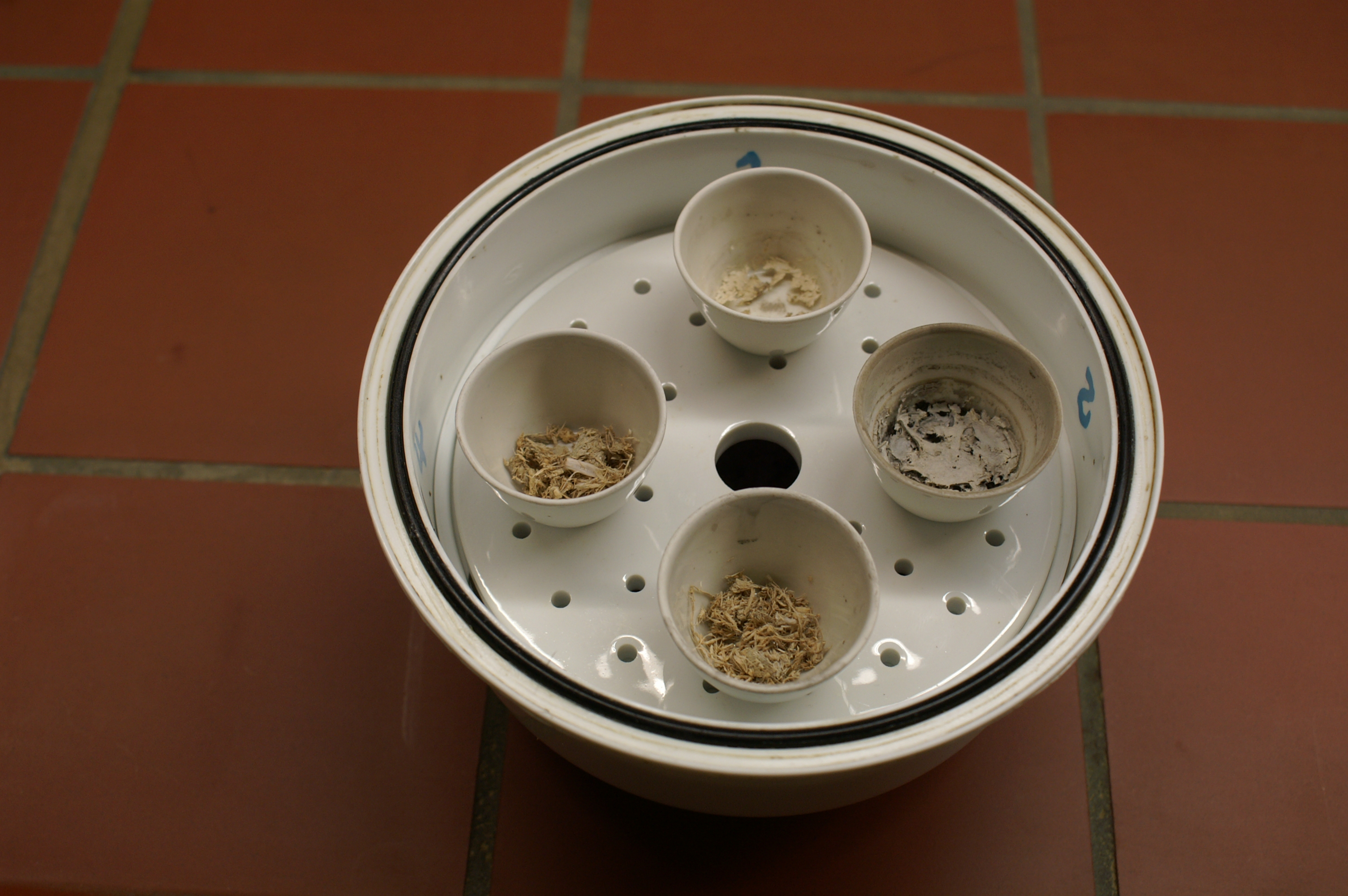
Glührückstand verschiedener Wirtschaftsdüngerproben

Das Veraschen wird beispielsweise bei der Analyse von Klärschlämmen, Wirtschaftsdünger und Hausmüll angewendet, oder auch um gefüllte oder faserverstärkte Kunststoffe zu charakterisieren. Eine ähnliche Bestimmung wird auch bei Lebensmitteln angewendet.
Wendet man diese Methode auf Böden an, so ist zu beachten, dass sie nur bei sandigen Böden annähernd genau ist. Untersucht man Böden, die Tone und Sesquioxide enthalten, so erhält man einen zu hohen Glühverlust, da diese bei den hohen Temperaturen Kristallwasser verlieren. Für die Bodenuntersuchung wird daher für die Bestimmung der organischen Substanz Kaliumdichromat oder ein Kohlenstoffanalysator eingesetzt.
Vorsicht ist geboten, wenn die anorganischen Bestandteile bei erhöhten Temperaturen ebenso Reaktionen mit Sauerstoff eingehen können. Dies ist beispielsweise der Fall bei Carbonaten, die bei hohen Temperaturen bei Anwesenheit von Sauerstoff in die entsprechenden Oxide übergehen.

### Analytik organisch-chemischer Proben
Das Veraschen ist oft der erste Schritt der Probevorbereitung bei der Analyse organischer Substanzen, wenn es um die Ermittlung des Schwermetallgehaltes einer zu analysierenden Probe geht.
Die oxidative Veraschung organischer Substanzen kann auch nasschemisch erfolgen. Dazu wird die Substanz mit einem 1:1-Gemisch aus konzentrierter Schwefelsäure und konzentrierter Salpetersäure übergossen und in der Wärme verascht.

### Analytik anorganisch-chemischer Proben
In der Gravimetrie werden durch chemische Reaktionen einer zu analysierenden Probe mit einer Chemikalie Niederschläge erzeugt, die durch Filtration mithilfe eines Papierfilters von der Flüssigkeit abgetrennt werden. Um die Masse des Niederschlages zu bestimmen, werden Niederschlag und Papierfilter in einem Platin- oder Porzellantiegel durch langsames Anheizen getrocknet, dann verkohlt und schließlich geglüht. Dabei wird das Filterpapier verascht. Im Tiegel verbleibt nur noch der Niederschlag, der nach dem Abkühlen im Exsikkator zurückgewogen wird.

## Normen
Es existiert eine ganze Reihe an DIN-Normen, die sich mit dem Veraschen befassen. Die generelle Vorgehensweise ist aber immer ähnlich:
- DIN 38409-1, Januar 1987. Deutsche Einheitsverfahren zur Wasser-, Abwasser- und Schlammuntersuchung; Summarische Wirkungs- und Stoffgrößen (Gruppe H); Bestimmung des Gesamttrockenrückstandes, des Filtrattrockenrückstandes und des Glührückstandes (H 1) 1987
- DIN 38409-2, März 1987: Deutsche Einheitsverfahren zur Wasser-, Abwasser- und Schlammuntersuchung; Summarische Wirkungs- und Stoffkenngrößen (Gruppe H); Bestimmung der abfiltrierbaren Stoffe und des Glührückstandes (H 2)
- DIN EN 1879, Juni 1995: Produkte und Systeme für den Schutz und die Instandsetzung von Betontragwerken – Prüfverfahren – Bestimmung des Glührückstandes
- DIN EN ISO 1172, Dezember 1998: Textilglasverstärkte Kunststoffe – Prepregs, Formmassen und Laminate - Bestimmung des Textilglas- und Mineralfüllstoffgehalts; Kalzinierungsverfahren
- DIN 19684-3, August 2000: Bodenuntersuchungsverfahren im Landwirtschaftlichen Wasserbau – Chemische Laboruntersuchungen – Teil 3: Bestimmung des Glühverlusts und des Glührückstands
- DIN EN 12879, Februar 2001: Charakterisierung von Schlämmen – Bestimmung des Glühverlustes der Trockenmasse; Deutsche Fassung EN 12879:2000 2001, 7 S.
- DIN 18128, Dezember 2002: Baugrund – Untersuchung von Bodenproben - Bestimmung des Glühverlustes
- DIN EN ISO 3451-1, November 2008: Kunststoffe – Bestimmung der Asche